# Villaromagnano
Villaromagnano é uma comuna italiana da região do Piemonte, província de Alexandria, com cerca de 758 habitantes. Estende-se por uma área de 6,12 km², tendo uma densidade populacional de 123 hab/km². Faz fronteira com Carbonara Scrivia, Cerreto Grue, Costa Vescovato, Paderna, Sarezzano, Spineto Scrivia, Tortona.

## Demografia
| Variação demográfica do município entre 1861 e 2011                               |
|                                                                                   |
| Fonte: Istituto Nazionale di Statistica (ISTAT) - Elaboração gráfica da Wikipedia |